# Energia hidràulica

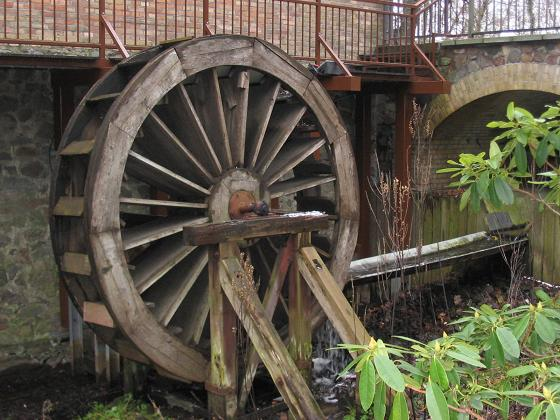
Roda hidràulica d'un molí

Energia hidrològica o energia hidràulica és una font d'energia de tipus renovable que s'obté a partir de corrents d'aigua dolça. Es pot aprofitar l'energia mecànica del moviment d'aigua de corrents horitzontals, o també en caigudes d'aigua, en vertical. El moviment de l'aigua mou pales d'una roda de molí o d'una turbina. Aquesta energia mecànica es pot transmetre per mitjà de mecanismes i ser utilitzada directament, o també es pot utilitzar per produir energia hidroelèctrica, que és energia elèctrica (electricitat) obtinguda a partir d'energia mecànica de l'aigua.
Per a generar energia hidroelèctrica cal un generador, que transformarà l'energia mecànica del moviment de les pales de la turbina, mogudes per l'aigua, en energia elèctrica. Pot haver també un alternador, per a transformar el corrent elèctric (electricitat) en corrent elèctric altern, que és l'usat a les llars. Segons la seva mida, les centrals es divideixen en hidràuliques i minihidràuliques, a aquestes segones no els calen cabals de riu tan grans i tenen un molt menor impacte ambiental.
Cada vegada que hi ha una transformació d'energia; de mecànica de l'aigua a mecànica de la turbina, de mecànica a elèctrica, d'elèctrica a per exemple mecànica altra vegada si s'usa per a una màquina (a la indústria, o una batedora, o un cotxe elèctric); es perd energia útil, que es dissipa a l'ambient en forma de calor. Per això de vegades si és possible s'usa directament l'energia hidràulica sense passar per electricitat. Els exemples més típics són els molins hidràulics.
Tot i que no es considera energia hidràulica, l'aigua salada, de mars i oceans, també es pot emprar per a obtenir energia, com per exemple l'energia mareomotriu, que aprofita el corrent d'aigua de les marees, i l'energia a partir de corrents marins interns.

## Història
Des de fa molts anys, l'ésser humà ha utilitzat la força de l'aigua per a realitzar treballs.
La força de l'aigua ha estat utilitzada durant molt temps per a moldre blat, però va ser amb la Revolució Industrial, i especialment a partir del segle xix, quan va començar a tenir gran importància amb l'aparició de les rodes hidràuliques per a la producció d'energia elèctrica. A poc a poc la demanda d'electricitat va ser en augment. El baix cabal de l'estiu i tardor, unit als gels de l'hivern feien necessària la construcció de grans preses de contenció, pel que les rodes hidràuliques van ser substituïdes per màquines de vapor amb quan es va poder disposar de carbó.
La primera central hidroelèctrica moderna es va construir el 1880 a Northumberland (Gran Bretanya). El renaixement de l'energia hidràulica es va produir pel desenvolupament del generador elèctric, seguit del perfeccionament de la turbina hidràulica i a causa de l'augment de la demanda d'electricitat a principis del segle xx. El 1920 les centrals hidroelèctriques generaven ja una part important de la producció total d'electricitat.
De totes les fonts d'energia renovables va ser la primera que va assolir un desenvolupament a gran escala. De fet, l'electrificació de Catalunya va basar-se en les seves primeres dècades en l'energia hidroelèctrica.

## Energia hidroelèctrica
L'energia hidroelèctrica és l'energia elèctrica produïda en una central hidràulica a partir d'un corrent, vertical o horitzontal, d'un riu. Aquesta energia, avui dia, subministra al món aproximadament 715.000 MW energètics o més ben dit, el 19% de l'electricitat mundial, que representa més del 63% del total de l'electricitat de fonts renovables en el 2006.

### Centrals hidroelèctriques
Les centrals hidroelèctriques utilitzen l'energia potencial de l'aigua embassada per l'obra de presa ("dic" si no és molt gran) que fa de barrera. L'aigua circula a través d'una canonada on l'energia potencial es transforma en energia cinètica. La força de l'aigua fa girar el conjunt de turbines, generadors i alternadors, generant l'energia elèctrica de corrent altern. En aquest cas, l'energia extreta de l'aigua depèn del cabal, de la diferència d'altura d'on s'extreu l'aigua i del tipus, altura i mida de les turbines.
Trobarem centrals hidràuliques a les zones on hi hagi cabals d'aigua en moviment o diferències de nivell importants que provoquen el moviment vertical, per la caiguda d'aigua a causa de la gravetat. A Catalunya, aquestes centrals es concentren preferentment a les valls del Pirineu i a les conques dels rius Ter, Llobregat, Segre i les Nogueres Pallaresa i Ribagorçana.

## Altres formes d'energia hidràulica

### Trompa d'aigua
Una trompa d'aigua aprofita l'energia potencial de l'aigua situada a un cert nivell per a comprimir aire. Les trompes d'aigua tradicionals s'empraven per a substituir les manxes en les fargues catalanes. En casos especials s'instal·laren grans trompes d'aigua per a ventilar mines.

### Molí flotant
En els molins flotants l'energia que s'aprofita és la pròpia energia cinètica de l'aigua en moviment. La roda hidràulica acostuma a disposar-se en posició vertical amb l'arbre (generalment, i de manera impròpia, anomenat eix) horitzontal. En aplicacions modernes hi ha tot mena de variants.

### Central mareomotriu
Una central mareomotriu és una central elèctrica que utilitza l'energia de les marees per a produir energia elèctrica.
En una central mareomotriu, un dic separa una badia o estuari del mar obert. En pujar la marea, s'obren les comportes i l'aigua entra a l'interior del dic. A la baixamar, s'obren de nou les comportes i l'aigua torna a mar obert tot fent funcionar les turbines dels generadors elèctrics de la central.
Per a obtenir un bon rendiment, aquest tipus de central només es pot construir en zones on les marees siguin prou intenses, amb una amplitud entre la baixamar i la plenamar d'almenys cinc metres.

### Energia de les onades

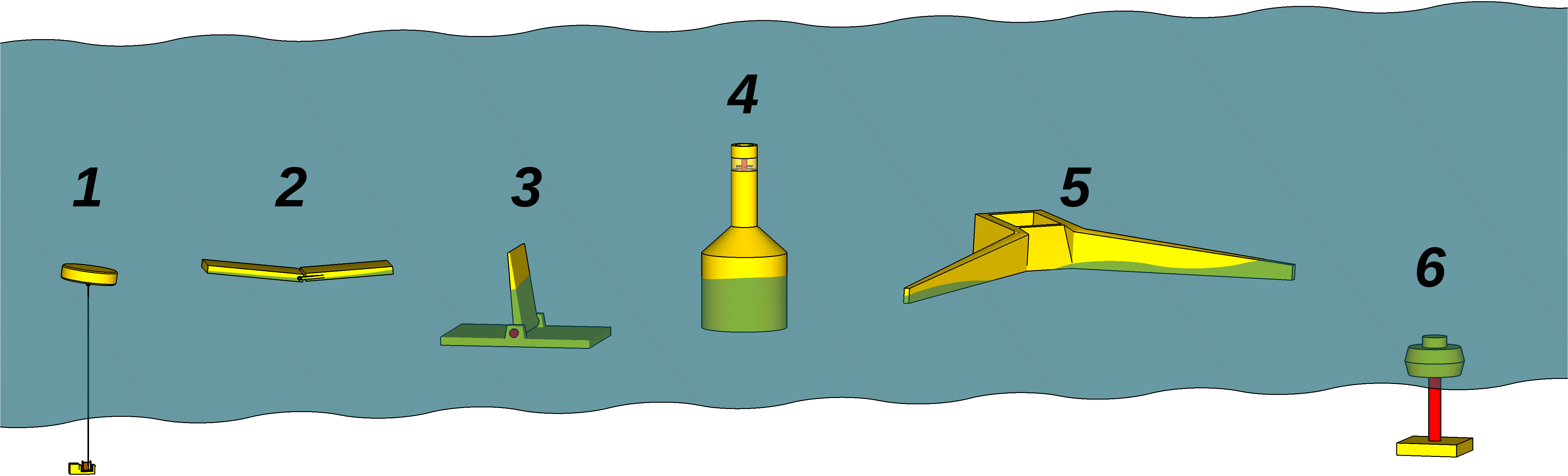
Alguns sistemes d'aprofitament de l'energia de les onades: 1. Motor puntual. 2. Atenuador articulat. 3. Motor de paleta oscil·lant. 4. Motor de flotador. 5. Dispositiu superficial amb sobre-eixidor. 6. Motor de pressió diferencial submergit.

L'energia de les ones s'origina en darrer terme per l'acumulació i concentració de l'energia solar, ja que els vents que produeixen l'onada són causats per diferències de pressió per la radiació solar.
Les onades de més amplitud contenen més quantitat d'energia.
Hi ha diversos sistemes que permeten aprofitar la potència de les onades. La majoria són experimentals.

#### Vaixells moguts per les onades
Segons la teoria (comprovada en la pràctica en diversos casos), el moviment relatiu d'una embarcació respecte de l'aigua de les onades pot aprofitar-se per a generar propulsió. Un dels sistemes possibles es basa en fixar un o diversos apèndixs al buc de la nau de manera que la part submergida pugui actuar com una aleta de submarinista. Quan les ones sacsegen la nau, les aletes la fan anar endavant.

## Avantatges i desavantatges

### Avantatges
- Alt rendiment energètic.
- A causa del cicle de l'aigua és gairebé inesgotable.
- És una energia neta posat que no produeix emissions tòxiques durant el seu funcionament.

A més, els embassaments que es construeixen per generar energia hidràulica:
- Permeten l'emmagatzematge d'aigua per a la realització d'activitats recreatives i el proveïment de sistemes de reg. I el més important, permeten laminar les crescudes en èpoques de pluges torrencials, regulant el cabal del ric aigües avall.

#### Avantatges econòmics
El gran avantatge de l'energia hidràulica o hidroelèctrica és l'eliminació de combustibles. El cost d'operar una planta hidràulica és gairebé immune a la volatilitat dels preus dels combustibles fòssils com a petroli, el carbó o el gas natural. A més, no hi ha necessitat d'importar combustibles d'altres països.
Les plantes hidràuliques també tendeixen a tenir vides econòmiques més llargues que les plantes elèctriques que utilitzen combustibles. Hi ha plantes hidràuliques que segueixen operant després de 50 a 99 anys. Els costos d'operació són baixos perquè les plantes estan automatitzades i necessiten poques persones per a la seva operació normal.
Com les plantes hidràuliques no cremen combustibles, no produeixen directament diòxid de carboni. Es produeix molt poc diòxid de carboni durant el període de construcció de les plantes, però és poc, especialment en comparació a les emissions d'una planta equivalent que crema combustibles.

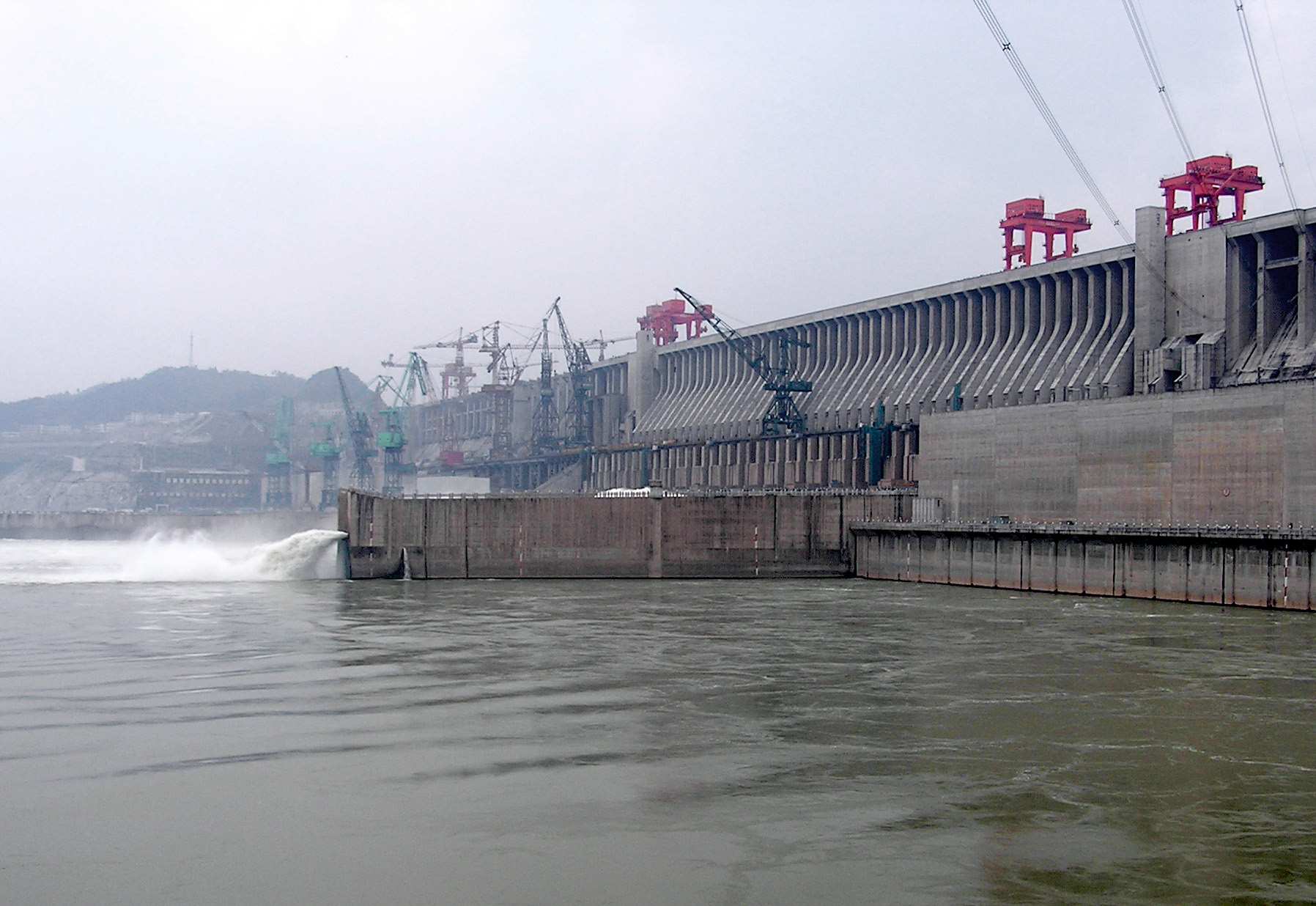
Presa de les Tres Gorgues (en el curs del riu Iang-tsé a la Xina), la planta hidroelèctrica més gran del món. Genera una potència de 22,5 GW, però va afectar més de 1.900.000 persones i inundat 630 km².

### Desavantatges
- La construcció de grans embassaments pot inundar importants extensions de terreny, òbviament en funció de la topografia del terrè aigües amunt de la presa, la qual cosa podria significar pèrdua de terres fèrtils i dany a l'ecosistema, depenent del lloc on es construeixin.
- Destrucció de la naturalesa. Preses i embassaments poden ser destructives als ecosistemes aquàtics. Per exemple, estudis han mostrat que les preses en les costes d'Amèrica del Nord han reduït les poblacions de truita septentrional comuna que necessiten migrar a certs llocs per reproduir-se. Hi ha estudis buscant solucions a aquest tipus de problema. Un exemple és la invenció d'un tipus d'escala per als peixos.
- Quan les comportes s'obren i tanquen repetides vegades, el cabal del riu es pot modificar dràsticament causant una alteració en els ecosistemes.[nota 1]
- Es poden veure afectades per casos de fenòmens climàtics.

### Mesures de mitigació
Al llarg de la segona meitat del segle XX s'ha vist créixer en forma important la consciència ambiental, de la gent, dels governs i de les institucions internacionals de crèdit, que són en última instància els qui financen els grans projectes hidroelèctrics.
Actualment les mesures de mitigació ambiental formen part integrant de tots els projectes finançats per institucions de crèdit multilaterals, i els costos de les mesures de mitigació han d'incloure's en el cost del projecte.

## Capacitats hidràuliques mundials
| #  | País          | 2020    |
| -- | ------------- | ------- |
| 1  | Xina          | 370.160 |
| 2  | Brasil        | 109.318 |
| 3  | Estats Units  | 103.058 |
| 4  | Canada        | 81.058  |
| 5  | Rússia        | 51.811  |
| 6  | Índia         | 50.680  |
| 7  | Japó          | 50016   |
| 8  | Noruega       | 33.003  |
| 9  | Turquia       | 30.984  |
| 10 | França        | 25.897  |
| 11 | Itàlia        | 22.448  |
| 12 | Espanya       | 20.114  |
| 13 | Vietnam       | 18.165  |
| 14 | Veneçuela     | 16.521  |
| 15 | Suècia        | 16.479  |
| 16 | Suïssa        | 15.571  |
| 17 | Àustria       | 15.147  |
| 18 | Iran          | 13.233  |
| 19 | Mèxic         | 12.671  |
| 20 | Colòmbia      | 12.611  |
| 21 | Argentina     | 11.348  |
| 22 | Alemanya      | 10.720  |
| 23 | Pakistan      | 10.002  |
| 24 | Paraguai      | 8.810   |
| 25 | Austràlia     | 8.528   |
| 26 | Laos          | 7.376   |
| 27 | Portugal      | 7.262   |
| 28 | Xile          | 6.934   |
| 29 | Romania       | 6.684   |
| 30 | Corea del Sud | 6.506   |
| 31 | Ucraïna       | 6.329   |
| 32 | Malàisia      | 6.275   |
| 33 | Indonèsia     | 6.210   |
| 34 | Perú          | 5.735   |
| 35 | Nova Zelanda  | 5.389   |
| 36 | Tadjikistan   | 5.273   |
| 37 | Equador       | 5.098   |